# ماسيتش ويلوسز
ماسيتش ويلوسز (بالبولندية: Maciej Wilusz)‏ (25 أغسطس 1988 بفروتسواف في بولندا - ) هو لاعب كرة قدم بولندي في مركز الدفاع. شارك مع منتخب بولندا لكرة القدم. أما مع النوادي، فقد لعب مع سبارتا روتردام وكورونا كييلتسى ولخ بوزنان ونادي هيرنفين ونادي روسيندال ‏ وMKS Kluczbork ‏ وGKS Bełchatów ‏.

## وصلات خارجية
- ماسيتش ويلوسز على موقع قاعدة بيانات كرة القدم.إي يو (الإنجليزية)
- ماسيتش ويلوسز على موقع ناشيونال فوتبول تيمز (الإنجليزية)
- ماسيتش ويلوسز على موقع Soccerway.com (الإنجليزية)
- ماسيتش ويلوسز على موقع عالم كرة القدم.نت (الإنجليزية)
- ماسيتش ويلوسز على موقع AS.com (الإسبانية)